# Base de datos económicos del sector público español
BADESPE (Base de datos económicos del sector público español) es una base de datos de información económica,elaborada por el Instituto de Estudios Fiscales, relativa al sector público español.
BADESPE pretende hacer accesible al público la información económica más relevante sobre la actividad de la administración pública. Esta base de datos posee información relativa a las instituciones de España y de sus divisiones administrativas.